# Вестфален, Кристиан Генрих Филипп фон
Кристиан Генрих Филипп фон Вестфален (нем. Christian Heinrich Philipp Edler von Westphalen; 27 марта 1723, Ганновер — 21 сентября 1792, Блюхер возле Бойценбурга) — дед Женни фон Вестфален, жены Карла Маркса.
На протяжении многих лет был секретарём и ближайшим советником принца Фердинанда Брауншвейгского, исполнял во время Семилетней войны обязанности начальника штаба Союзной армии пруссаков и их союзников, несмотря на то, что сам не являлся профессиональным военным. Кристианом фон Вестфаленом были разработаны диспозиции практически всех сражений, в которых участвовала Союзная армия, и, по распространённому мнению, принадлежит основная заслуга в её успехе. Его рапорты были позднее использованы Фридрихом II при написании истории Семилетней войны. До 1749 года писал свою фамилию как «Вестфаль» (Westphal), на приставку «Edler von» получил право в 1764 году после пожалования ему, за заслуги в войне, дворянства.

## Биография
Сын почтмейстера из Бланкенбурга в Гарце, ставшего в 1738 году придворным почтмейстером в Брауншвейге, тем самым, главным почтовым чиновником герцогства. Был женат с 1765 года на Женни Уисхарт, дочери священника из Эдинбурга, происходившего из шотландского дворянского рода, с ней он познакомился в английском полевом лагере, когда та, во время войны, приехала посетить свою сестру, жену коменданта. От этого брака у него было четверо сыновей, одним из которых, прусский правительственный советник Людвиг фон Вестфален, стал тестем Карла Маркса.
Обучался юриспруденции в Хельмштедте и Галле, в конце 1740-х годов предпринял длительное путешествие по Европе с образовательной целью, возвратившись в Брауншвейг в 1751 году, поступил на службу секретарём к принцу и прусскому генерал-лейтенанту Фердинанду Брауншвейгскому. Вскоре становится «правой рукой» принца, сопровождая его всюду.
С началом Семилетней войны участвует в сражениях при Лобозице, Праге и Росбахе, о которых сочиняет подробные реляции, позднее использованные Фридрихом при написании истории войны.
С назначением Фердинанда главнокомандующим Союзной армией значение Вестфалена неизмеримо возрастает, оставаясь официально «секретарём» принца (с 1762 года — «тайным секретарём») становится и фактическим начальником штаба армии и её штабом в единственном лице. Эта деятельность обнаружила в нём незаурядные военные дарования и была после войны по заслугам вознаграждена пожалованием прусского дворянства в 1764 году, званием генерального адъютанта пехоты, полученным от английского короля Георга III, датским орденом Данеброг в 1780 году.
Невзирая на все предложения выгодных постов и должностей, по окончании войны уходит со службы и проживает до своей кончины в 1792 году в качестве частного лица. Пишет мемуары, которые доводит лишь до 1758 года и так и не решается при жизни опубликовать, поскольку многие лица, появляющиеся на страницах его воспоминаний, ещё были к тому времени живы. Мемуары Кристиана Вестфалена были впервые опубликованы его внуком, прусским министром Фердинандом фон Вестфаленом в 1859 году.